# George W. Smyth

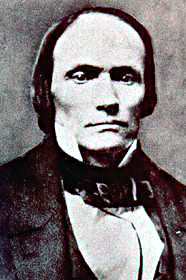
George W. Smyth

George Washington Smyth (* 16. Mai 1803 in North Carolina; † 21. Februar 1866 in Austin, Texas) war ein US-amerikanischer Politiker. Zwischen 1853 und 1855 vertrat er den Bundesstaat Texas im US-Repräsentantenhaus.

## Werdegang
Noch in seiner Kindheit kam George Smyth mit seinen Eltern zunächst nach Alabama und dann nach Murfreesboro in Tennessee, wo er die öffentlichen Schulen besuchte. Im Jahr 1828 zog er nach Bevell in Texas, das damals noch zu Mexiko gehörte. In der Folge arbeitete er im Auftrag der mexikanischen Verwaltung als Landvermesser. Mitte der 1830er Jahre schloss er sich der texanischen Unabhängigkeitsbewegung an. Er war Mitglied der Versammlung, auf der die Unabhängigkeit proklamiert wurde, und gehörte zu den Unterzeichnern dieser Erklärung. Überdies war er einer der Unterzeichner der Verfassung der selbständigen Republik Texas. Danach wurde er vom texanischen Präsidenten Mirabeau B. Lamar mit der Vermessung der Staatsgrenze zu den Vereinigten Staaten beauftragt. Außerdem arbeitete Smyth in der Landwirtschaft. Im Jahr 1845 war er auch an der Ausarbeitung der Verfassung des zukünftigen Bundesstaates Texas beteiligt. 1848 arbeitete er für das Katasteramt (Land Office).
Politisch schloss sich Smyth der Demokratischen Partei an. Bei den Kongresswahlen des Jahres 1852 wurde er im ersten Wahlbezirk von Texas in das US-Repräsentantenhaus in Washington, D.C. gewählt, wo er am 4. März 1853 die Nachfolge von Richardson A. Scurry antrat. Da er im Jahr 1854 auf eine erneute Kandidatur verzichtete, konnte er bis zum 3. März 1855 nur eine Legislaturperiode im Kongress absolvieren. Diese war von den Ereignissen im Vorfeld des Bürgerkrieges geprägt.
Während des Bürgerkriegs diente Smyth im Heer der Konföderation. 1866 war er Delegierter auf einer Versammlung zur Überarbeitung der Verfassung von Texas. Er starb am 21. Februar dieses Jahres während einer Sitzung dieser Versammlung.